# Hebertsfelden
Hebertsfelden település Németországban, azon belül Bajorországban. Lakosainak száma 3765 fő (2023. december 31.). Hebertsfelden Wurmannsquick, Eggenfelden, Falkenberg, Schönau, Postmünster és Tann községekkel határos.

## Népesség
A település népessége az elmúlt években az alábbi módon változott:
| Lakosok száma | 3322 | 3147 | 3626 | 3598 | 3601 | 3623 | 3657 | 3608 | 3754 | 3765 |
|               | 1970 | 1975 | 2011 | 2012 | 2014 | 2015 | 2017 | 2019 | 2022 | 2023 |